# ロージー・ビンディ
マリア・ロザリア・ビンディ（Maria Rosaria Bindi、愛称：ロージー・ビンディ、Rosy Bindi、1951年2月12日 - ）は、イタリアの著名な政治家である。

## 経歴
ビンディは、欧州議会議員としての活動を経て、イタリア下院議員を6期にわたり務めた。その議員在任中には、無任所大臣（家族政策担当）および保健大臣という要職を歴任し、イタリアの政治において重要な役割を果たした。